# Ofenfischchen
Das Ofenfischchen (Thermobia domestica) ist ein Fischchen aus der Familie der Lepismatidae.

## Merkmale
Das Ofenfischchen erreicht eine Körperlänge von 9 bis 11 Millimeter, wobei die Weibchen etwas größer sind als die Männchen. Der Körper ist, wie typisch für Fischchen, langgestreckt spindelförmig mit breitem Thorax und breit ansitzendem, langgestrecktem, nach hinten verengtem Hinterleib. Das zehnte (letzte) Hinterleibssegment ist abgerundet dreieckig und kurz. Das Hinterende des Abdomens trägt drei lange, in zahlreiche Segmente gegliederte fadenförmige Anhänge.
Die Grundfärbung des Körpers ist beim Ofenfischchen gelblichweiß. Die Körperanhänge (Palpen, Tarsen, Antennen, Styli und Schwanzfilamente) können dunkel bis schwarz getönt sein, wobei das Pigment nicht in der Kutikula sitzt, sondern darunter, und hindurchscheint. Auf der Körperoberseite ist die Kutikula dicht von breiten, flachen Schuppen bedeckt, die schwarz oder gelblichweiß gefärbt sind und ein komplexes Schuppenmuster aufbauen. Auf der Oberseite sitzen zahlreiche längere Borsten (Setae) von goldgelber Farbe. Bei Betrachtung unter dem Mikroskop zeigt sich, dass diese Borsten gefiedert sind, d. h. einen Saum aus zahlreichen feinen Härchen tragen. Die Borsten sind überwiegend in kurzen Querreihen angeordnet und bilden so Borstenkämme aus, deren Anzahl und Lage von diagnostischem Wert ist. Die Gattung Thermobia trägt auf den Tergiten zwei bis sieben des Hinterleibs auf jeder Seite zwei Borstenkämme, bei der verwandten Gattung Ctenolepisma sind es beiderseits drei. Beim Männchen fehlen am Genitalapparat die Parameren. Das Weibchen trägt am Hinterleibsende unten ein schlankes Legerohr (Ovipositor), dessen Spitze nicht sklerotisiert ist.
Vom verwandten, in Mitteleuropa fehlenden Thermobia aegyptiaca (Lucas, 1840) ist Thermobia domestica am leichtesten anhand der Maxillarpalpen unterscheidbar. Diese sind bei Thermobia domestica (scheinbar) sechssegmentig, indem das letzte Segment in zwei Teilsegmente aufgespalten ist, bei Thermobia aegyptiaca fünfsegmentig. Außerdem trägt Thermobia aegyptiaca auf dem Tergit des achten Hinterleibssegments jederseits nur einen Borstenkamm, beim Ofenfischchen sind es zwei.
In Mitteleuropa ist das Ofenfischchen von den beiden anderen in menschlichen Behausungen lebenden (synanthropen) Fischchenarten relativ leicht anhand der Färbung und Zeichnung zu unterscheiden. Das Ofenfischchen trägt eine kontrastreiche Schuppenzeichnung aus schwarzen und gelblichen Schuppen, die Flecke und undeutliche Querbänder ausbilden. Beim Kammfischchen Ctenolepisma lineata bildet diese Zeichnung, zumindest auf dem Hinterleib, in der Regel deutliche Längsbänder aus. Sowohl das Silberfischchen Lepisma saccharina als auch das erst seit 2007 in Deutschland nachgewiesene Papierfischchen sind grau beschuppt. In Zweifelsfällen sind Ofenfischchen und Kammfischchen anhand der Zahl der Borstenkämme auf den zweiten bis siebten Hinterleibssegmenten unterscheidbar.

## Verbreitung
Heimat des Ofenfischchens ist der Nahe Osten, das östlich anschließende Zentralasien und Ägypten. Freilandpopulationen treten darüber hinaus in ariden, warmen Lebensräumen heute auch andernorts auf. Bei den im Freiland lebenden Tieren im Südwesten der USA ist unklar, ob es sich um eingeschleppte Tiere handelt oder um ein disjunktes, natürliches Teilareal. Dies erscheint möglich, da einige andere Zygentoma-Arten ähnliche Verbreitungsmuster aufweisen.
Heute ist die Art durch den Menschen fast weltweit verschleppt worden, tritt aber überwiegend, auch in Regionen mit wärmerem Klima, nur synanthrop auf. Funde liegen heute von allen Kontinenten (mit Ausnahme der Antarktis) vor. In Mitteleuropa sind Freilandvorkommen unbekannt und in Anbetracht der hohen Temperaturansprüche der Art auch nicht zu erwarten.

## Lebensweise
Ofenfischchen meiden Licht und sind normalerweise nachtaktiv. Tagsüber verstecken sich die Tiere in Ritzen und Spalten. Dabei sind sie gesellig und bilden dichte Aggregationen. Die Tiere finden mithilfe eines Pheromons zueinander. Bei der nächtlichen Nahrungssuche sind die Tiere nicht wählerisch, sie nehmen eine Vielzahl organischer Substanzen unterschiedlichster Zusammensetzung als Nahrung an (omnivor). Sie können Zellulosefasern verdauen, wobei die Verdauung nicht mithilfe symbiontischer Mikroorganismen, sondern mit einer körpereigenen Cellulase erfolgt; dies wurde durch Antibiotikagaben überprüft. Allerdings sind bei der Art zusätzlich auch im Darm lebende symbiontische Bakterienarten nachgewiesen, die die Verdauung schwieriger Substrate wie Zellulose unterstützen. Ernährung ausschließlich durch Papier ist aber auf Dauer nicht ausreichend und mit hoher Mortalität verbunden.
Ofenfischchen bevorzugen hohe Umgebungstemperaturen, worauf auch der Name Bezug nimmt. Die Vorzugstemperaturen liegen zwischen 32 und 37 °C (zum Vergleich: beim Silberfischchen 22 bis 32 °C), unterhalb von 25 °C werden niemals Eier abgelegt. In Mitteleuropa fehlen die Tiere deshalb in normalen Wohnhäusern, sie sind fast ausschließlich in Bäckereien und Großküchen verbreitet. Der Feuchtebedarf der Tiere ist gering, sie können bei Luftfeuchte bis hinunter zu 43 % relative Luftfeuchte leben. Sie können ihren Feuchtebedarf dabei bei Umgebungsluft bis 45 % relativer Feuchte durch Aufnahme von Wasserdampf aus der Luft decken, Organ der Wasseraufnahme ist der Enddarm. Bei trockener Umgebungsluft können die Tiere ihre Stigmen verschließen. Als große Überraschung wurde festgestellt, dass Ofenfischchen für ihre Atmung nicht ausschließlich auf Transport in den Tracheen angewiesen sind, sondern ihre Hämolymphe den sauerstoffbindenden, kupferhaltigen Blutfarbstoff Hämocyanin enthält. Eine Funktion in der Atmung ist nicht mit letzter Sicherheit nachgewiesen, aber hoch wahrscheinlich. Der Besitz von Hämocyanin gilt als plesiomorphes Merkmal, das den „höheren“ Insekten verlorengegangen ist.

## Lebenszyklus
Wie typisch für Fischchen, erfolgt die Befruchtung beim Ofenfischchen extern, indem das Männchen eine Spermatophore absetzt, die vom Weibchen aufgenommen wird. Dem geht ein kompliziertes Paarungsvorspiel voraus, wobei dem Kontakt der Geschlechter das Zusammenleben in Aggregationen vorteilhaft ist. Das Männchen grenzt ein kleines Gebiet durch gesponnene Fäden ab, die anlockend auf Weibchen wirken. Nähert sich ein Weibchen, führt es dieses durch Bewegungen seiner Antennen zur Spermatophore hin. Das Weibchen legt die befruchteten Eier, die etwa 0,8 bis 1,29 Millimeter lang und oval geformt sind, ganzjährig einzeln in Spalten und Bodenritzen ab. Ein Weibchen vermag im Jahr etwa 50 Eier abzusetzen. Die Nymphen schlüpfen nach 12 bis 18 Tagen aus. Sie gleichen den Imagines in Körpergestalt und Lebensweise vollkommen, so dass es nicht einfach ist, geschlechtsreife Tiere zu erkennen. Bis zum Erreichen der Geschlechtsreife werden 7 bis 16 Wochen und zahlreiche Häutungen benötigt. Ofenfischchen häuten sich auch nach Erreichen der Geschlechtsreife regelmäßig weiter, sie können so auch Verletzungen wie den Verlust von Gliedmaßen ausheilen. Die Lebensdauer der Imagines beträgt zwischen einem und sieben Jahren.

## Ökonomische Bedeutung
Ofenfischchen gelten als Material- und Haushaltsschädlinge. Der durch sie verursachte Schaden ist allerdings in der Regel gering, vielfach ist eher der Ekelfaktor oder hygienische Probleme durch Verunreinigungen entscheidend. Vor allem in Ländern mit wärmeren Klimaten sind aber auch vereinzelt ernsthafte Schädigungen von Papieren und Textilien, zum Beispiel in Museumssammlungen, bekannt geworden. Die Tiere können geleimtes Papier anfressen und so nach und nach völlig zerstören oder durch Fäzes verunreinigen. Direkte Gesundheitsgefahren für den Menschen gehen von den Tieren nicht aus, wenn man von der Möglichkeit einer allergischen Reaktion (direkt nachgewiesen allerdings nur beim Silberfischchen) absieht.

## Taxonomie
Die Gattung Thermobia umfasst vier Arten, von denen zwei aufs südliche Afrika beschränkt sind. Eine weitere Art, Thermobia „infelix“ Silvestri, wurde nach ihrer Erstbeschreibung nie wiedergefunden, ihrer Merkmalsausstattung nach gehören die Tiere aber vermutlich in eine andere Gattung. Die beiden anderen Arten sind durch den Menschen fast weltweit verschleppt worden.
Das Ofenfischchen wurde von Edward Newman im Jahr 1863 als Lepismodes inquilinus erstbeschrieben; dieser Name hätte demnach eigentlich Priorität gegenüber der Beschreibung von Lepisma domestica durch Alpheus Spring Packard im Jahr 1873. Da Newmans Name aber später in Vergessenheit geriet und viele Jahrzehnte nicht verwendet wurde und der Name der Art aufgrund ihrer ökonomischen Bedeutung und zahlreicher wissenschaftlicher Veröffentlichungen weit verbreitet ist, soll Newmans Name als nomen oblitum (vergessener Name) unterdrückt werden.